# Arthrolytus oezbeki
Arthrolytus oezbeki is een vliesvleugelig insect uit de familie Pteromalidae. De wetenschappelijke naam is voor het eerst geldig gepubliceerd in 1978 door Doganlar.